# Aïssatou Tounkara

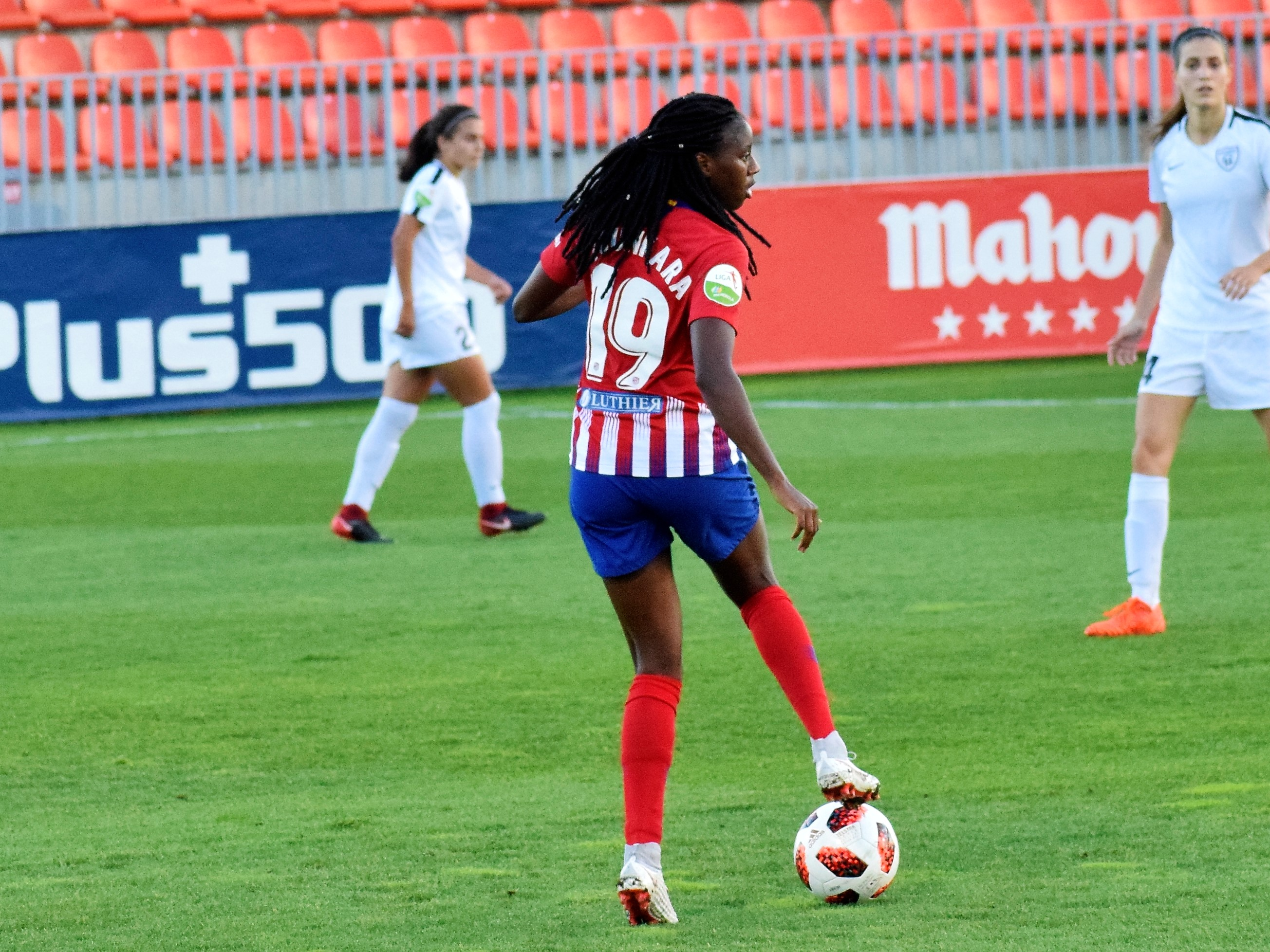
Aïssatou Tounkara (2018)

Aïssatou Tounkara (* 16. März 1995 in Paris) ist eine französische Fußballspielerin. Die A-Nationalspielerin steht aktuell bei Manchester United unter Vertrag.

## Karriere

### Verein
Aïssatou Tounkara begann als junges Mädchen beim SC Buttes-Chaumont, einem Amateurverein aus dem 19. Arrondissement im äußersten Nordosten der Hauptstadt, mit dem Vereinsfußball. Mit 13 wechselte sie in die Jugendabteilung des FF Issy und zwei Jahre später weiter zum Juvisy FCF, für den sie sieben Jahre lang spielte. Bereits als 15-Jährige spielte Tounkara regelmäßig in der U-19 (A-Jugend) des Vereins, und im Sommer 2011 wurde sie auch zur B-Jugend-Nationalspielerin (siehe weiter unten). Die seither gleichermaßen im Mittelfeld wie in der Abwehr verwendbare Fußballerin kam schon im November 2011 zu ihrem ersten Erstligamatch. Bei diesem Sieg gegen Paris Saint-Germain setzte Trainerin Sandrine Mathivet das Talent in der Startformation ein und gab ihr über 70 Minuten Spielpraxis. In dieser Saison stand die 16-Jährige noch zwei weitere Male in der Anfangself und trug so zu Juvisys Vizemeisterschaft bei. Im Jahr darauf bestritt sie bereits zehn Punktspiele im Frauenteam; dazu kamen sogar zwei Kurzeinsätze in den beiden Halbfinalpartien im Europapokal, in denen Juvisy allerdings an Olympique Lyon scheiterte.
Zur unumstrittenen Stammspielerin wurde die mit 1,74 m groß gewachsene, zweikampfstarke Aïssatou Tounkara in der Spielzeit 2014/15. Bis zum Saisonende 2016/17 hat sie es in der ersten französischen Division auf 81 Einsätze gebracht, in denen sie drei Treffer erzielte. Sie war vertraglich bis Juni 2018 an den Juvisy FCF bzw., fusionsbedingt, den Paris FC gebunden. Tounkaras schwere Verletzung bei der Nationalmannschaft im März 2018 (siehe den Abschnitt weiter unten) zwang sie allerdings zu einer mehrmonatigen Spielpause, an deren Ende sie sich Atlético Madrid anschloss, ihrem ersten Klub außerhalb des Großraums Paris überhaupt. Mit den Madrilenen wurde sie am Ende ihres ersten dortigen Jahres auf Anhieb spanische Meisterin.

### Stationen
- SC Buttes-Chaumont (bis 2008)
- FF Issy (2008–2010)
- Juvisy FCF (2010–2017)
- Paris FC (2017/18)
- Atlético Madrid (2018–2022)
- Manchester United (2022/23)
- Paris Saint-Germain (2023/24)
- FC Fleury (seit 2024)

### Nationalmannschaft
Seit 2011 hat Aïssatou Tounkara regelmäßig für die französischen Nachwuchsauswahlteams auf dem Rasen gestanden. So trug sie in 17 Begegnungen der U-16/U-17, in 18 Partien der U-19 sowie siebenmal bei der U-20 den blauen Nationaldress. Mit diesen Mannschaften gewann sie den U-17-Weltmeistertitel 2012 und im Jahr darauf die U-19-Europameisterschaft. 2014 wurde Tounkara mit der U-20 Weltmeisterschafts-Dritte; dort erzielte sie im Spiel um Platz drei gegen Nordkorea auch ihren bisher einzigen Treffer für Frankreich. Dies war allerdings ein besonders wichtiger, nämlich derjenige zum 3:2-Endstand. 2015 beim Istrien-Cup und 2016 stand sie dann bei vier Partien in der B-Nationalfrauschaft, ehe der neue Nationaltrainer Olivier Echouafni ihr im September 2016 beim Europameisterschaftsqualifikationsspiel gegen Albanien zum Debüt in Frankreichs A-Nationalteam verhalf. Knapp sechs Monate später bestritt Aïssatou Tounkara in diesem Kreis ihr zweites Länderspiel, in dem die Französinnen die USA beim SheBelieves Cup 2017 mit 3:0 bezwangen.
Echouafni hatte Tounkara in Frankreichs Europameisterschaftsaufgebot 2017 berufen, in dem auch weitere Spielerinnen des in Frankreich als besonders vielversprechend geltenden Doppeljahrgangs 1994/1995 stehen, mit denen sie bereits regelmäßig in den Nachwuchsauswahlen zusammengespielt hat, wie Kadidiatou Diani, Claire Lavogez, Clarisse Le Bihan, Griedge Mbock Bathy, Ève Périsset und Sandie Toletti. Unter Echouafnis Nachfolgerin Corinne Diacre dauerte es ein gutes halbes Jahr, bis sie anlässlich des SheBelieves Cups 2018 wieder den blauen Nationaldress trug. Dort stand sie sowohl gegen die USA als auch gegen Deutschland in der Startelf. Allerdings führte ein überharter Einsatz von Dzsenifer Marozsán dazu, dass Tounkara mit einem doppelten offenen Schienbeinbruch vom Platz getragen und noch in derselben Nacht operiert werden musste. Erst acht Monate später stand sie wieder in der A-Elf; anschließend wurde Aïssatou Tounkara auch in den französischen 23er-Kader zur WM 2019 im eigenen Land berufen. Sie zählt ebenso zum Aufgebot für die Europameisterschaft 2022.
Für Frankreich hat sie bisher insgesamt 35 A-Länderspiele bestritten, wobei sie auch drei Tore – zwei davon bei einem 11:0-Sieg gegen Estland, bei dem Diacre ihr zudem die Kapitänsbinde zugewiesen hatte – schoss (Stand: 18. Juli 2022).
Am 4. Juli 2023 wurde sie für den Kader bei der WM 2023 nominiert, in einem der fünf Spielen ihres Teams eingesetzt und schied mit der Mannschaft im Viertelfinale nach Elfmeterschießen gegen die Australierinnen aus.

## Palmarès
- U-17-Weltmeisterin 2012
- U-19-Europameisterin 2013
- U-20-WM-Dritte 2014
- Französische Vizemeisterin 2012
- Spanische Meisterin 2019